# Анненская, Александра Никитична
Алекса́ндра Ники́тична А́нненская (урождённая Ткачёва; 29 июня [11 июля] 1840, имение Сивцево, Великолукский уезд, Псковская губерния — 6 мая [19 мая] 1915, Петроград, Российская Империя) — педагог и известная детская писательница XIX — начала XX века, сестра П. Н. Ткачёва, супруга Н. Ф. Анненского.

## Биография
Александра Никитична Анненская родилась в 1840 году. После смерти отца, архитектора Никиты Андреевича Ткачёва, вместе с матерью уехала в Санкт-Петербург, училась в немецком пансионе в 1851-56 гг. и в 16 лет сдала экзамен на звание домашней учительницы.
В 1865 открыла частную школу для детей младшего возраста (в 1867 закрыла её из-за недостатка средств), затем преподавала в воскресной школе. В 1861 поселилась в семье брата матери, Ф. Н. Анненского, как учительница его младших дочерей. В 1866 вышла замуж за своего кузена Н. Ф. Анненского, в 1880 последовала за ним в ссылку.
Участвовала в переводе многих научных сочинений и деятельно сотрудничала с Санкт-Петербургским журналом «Семья и Школа». Её повести и рассказы для детей проникнуты идеями 1860-х годов.
Её переработка книги Даниэля Дефо «Робинзон Крузо» выдержала много переизданий. Для биографической библиотеки Павленкова А. Н. Анненская составила жизнеописания Н. В. Гоголя, Ч. Диккенса и Ф. Рабле; для «Детской библиотеки» написала «Детство и юность Вениамина Франклина».
Незадолго до смерти она написала мемуары «Из прошлых лет» — воспоминания о муже, умершем в 1912 г. 
Александра Никитична Анненская скончалась в 1915 году. Похоронена на Литераторских мостках на Волковском кладбище Санкт-Петербурга рядом с мужем.
Литературная энциклопедия так описывает литературный вклад А. Н. Анненской: «До революции книги А. входили в основное ядро каждой детской библиотеки. Её биографии, путешествия и переделки из иностранной литературы не устарели до сих пор».

## Избранная библиография
- «Чужой хлеб» роман (1871);
- «Детство Чарльза Диккенса» повесть (1872);
- «Находка» повесть (1872);
- «Сильный мальчик» повесть (1872);
- «Товарищи» повесть (1873);
- «Зимние вечера. Рассказы для детей» (1876 и 1887);
- «Брат и сестра» повесть (1880);
- «Анна» роман (1881);
- «Мои две племянницы» (1882);
- «Надежда семьи» (1882);
- «Старшая сестра» (1882);
- «Тяжелая жизнь» (1884);
- «Своим путём. Повести и рассказы для детей» (1889);
- «Волчонок» (1889);
- «Неудачник» (1889);
- «Трудная борьба» (1889);
- «Младший брат» повесть (1889);
- «Знаменитый наборщик» повесть (1892);
- «Свет и тени» (1903);
- «Без роду и племени» повесть (1903);
- «Гриша»;
- «Воспоминания детства»;
- «У пристани»;
- «Чудак»;
- «В чужой земле»;
- «Миша и Костя»;
- «Тётя Вера»;
- «Две ёлки».

## Переводы
- «Хижина дяди Тома»
- «Маленький оборвыш» (1876)

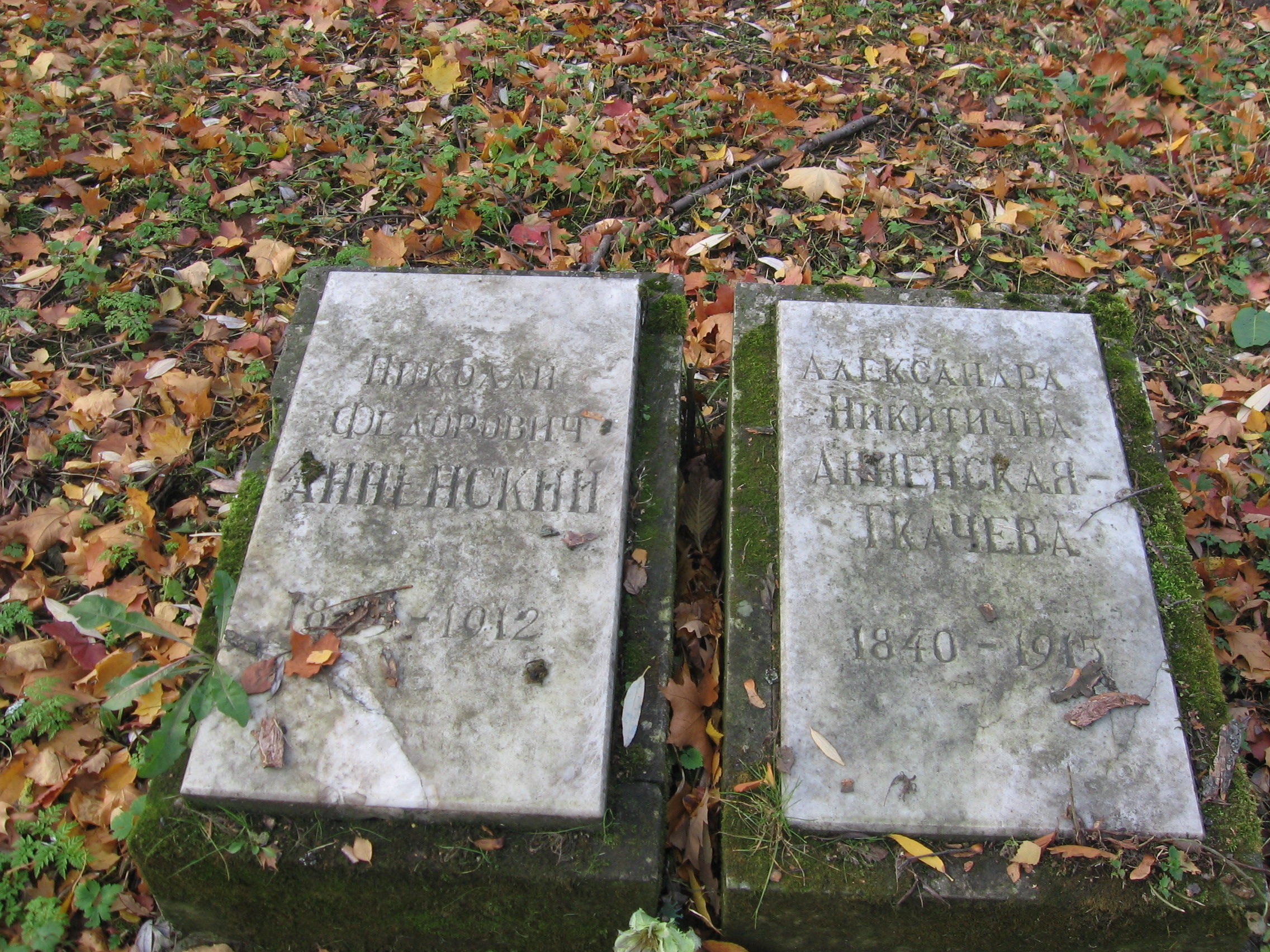
Надгробие Н. Ф. и А. Н. Анненских на Литераторских мостках

- «Свет Азии, или Великое отречение» (1890)

## Биографическая проза
- «Робинзон Крузе. Новая переработка темы Де-Фоэ» (1889)
- «Н. В. Гоголь. Его жизнь и литературная деятельность» (1891)
- «Чарльз Диккенс. Его жизнь и литературная деятельность» (1892)
- «Франсуа Рабле. Его жизнь и литературная деятельность» (1892)
- «Жорж Санд. Её жизнь и литературная деятельность» (1893)
- «Детство и юность Вениамина Франклина» (1893)
- «Оноре де Бальзак. Его жизнь и литературная деятельность» (1895)
- «Фритиоф Нансен и его путешествия в Гренландию и к северному полюсу»
- «Путешествие Свена Гедина в 1893—1897 гг. в Памир, Тибет и восточный Туркестан»
- «Христофор Колумб: Открытие Америки»
- «Михаил Фарадей»
- «Георг Вашингтон и война за независимость» (1899)